# Bairin-ji (Taitō)
Bairin-ji (japanisch 梅林寺, dt. „Tempel des Pflaumenhains“) ist ein Tempel der Sōtō-Schule im Tōkyōter Stadtbezirk Taitō.

## Übersicht

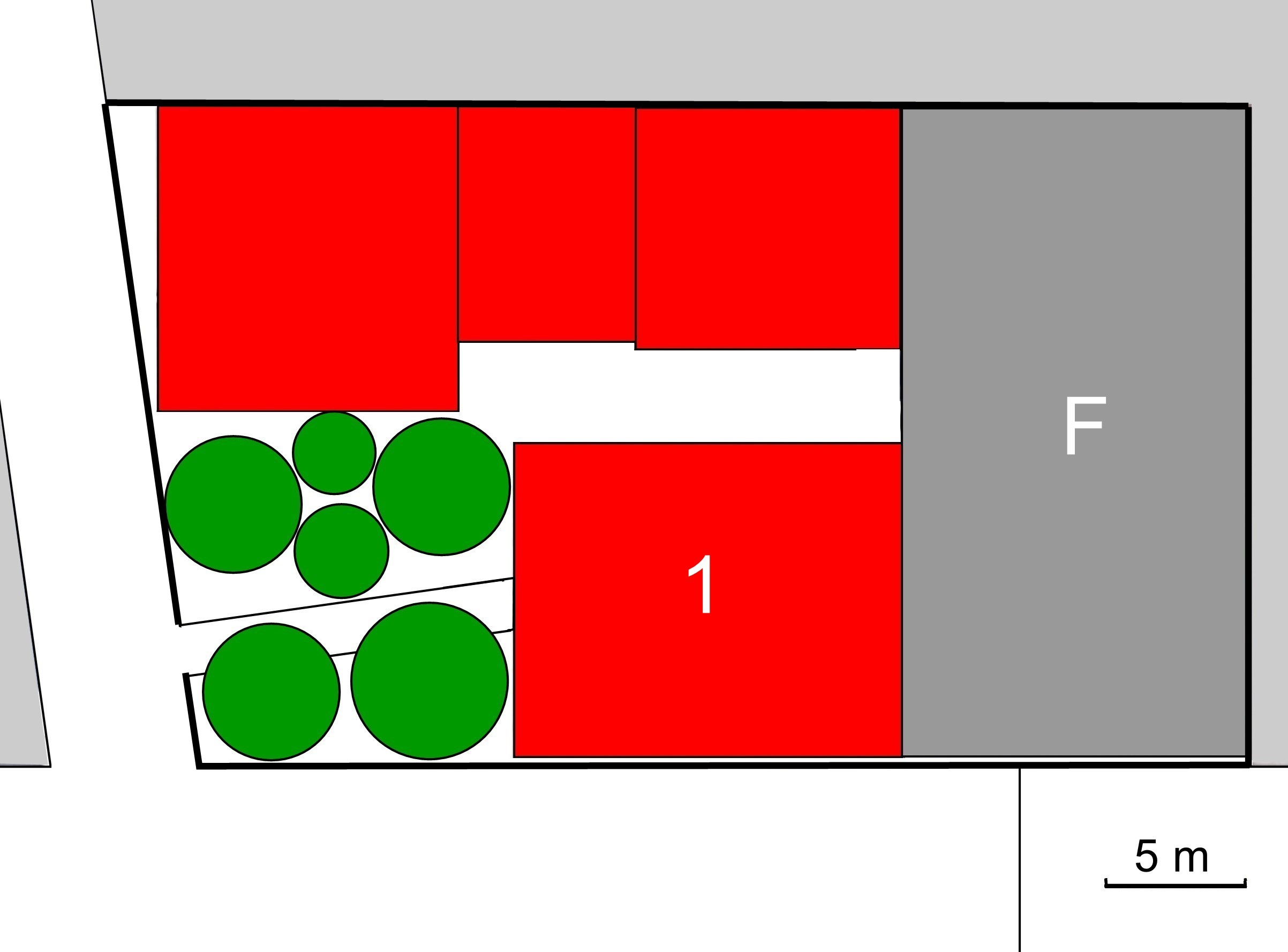
Plan des Tempels (s. Text)

Der kleine Tempel besitzt neben den Abt- und Mönchsgebäuden nur eine Haupthalle (本堂, Hondō; 1 im Plan) und dahinter den Friedhof (F). Der kurze Weg zur Haupthalle ist von den namengebenden Pflaumenbäumen gesäumt.
Auf dem Friedhof befindet sich das Grab des Abe Tomonoshin (阿部 友之進; ? – 1753), der wegen seiner Vertrautheit mit dem 8. Shogun Tokugawa Yoshimune auch Abe Shōō (阿部 将翁) – etwa „Alter Herr Befehlshaber Abe“ – genannt wurde. Er hatte auf Anweisung des Shoguns einen Kräutergarten angelegt, der später zum heutigen Botanischen Garten Koishikawa erweitert wurde. Weiter befindet sich eines der zwei Gräber des Haiku-Dichters Kawahigashi Hekigotō. Das andere Grab befindet sich im Hōtō-ji, Kyōto.